# Open Goldberg Variations
Open Goldberg Variations o Variaciones abiertas Goldberg es un proyecto sin ánimo de lucro que creó un estudio de grabaciones de alta calidad de la composición musical Variaciones Goldberg del músico Sebastian Bach y que fueron liberadas directamente en dominio público.

## Historia
El proyecto es creado por el matrimonio Douglass (Robert Douglas, productor y Kimiko Douglas, pianista) y es dedicado a sus hijos.
El proyecto inició como un proyecto en Kickstarter, creado por Robert Douglass en 2011, la meta a recaudar eran 15 mil $, recaudaron 23 mil $.
La intérprete de piano para el proyecto es Kimiko Douglass-Ishizaka, una pianista y levantadora olímpica de pesas japonesa alemana. Las grabaciones fueron liberadas al dominio público utilizando la licencia Creative Commons Zero (CC0) el 28 de mayo de 2012.

## Desarrollo
Una vez financiado el proyecto, contando con la pianista, se obtuvo el apoyo de Anne-Marie Sylvestre, quien es la productora ejecutiva para las grabaciones, además es pianista y fan de Bach.
La empresa Bösendorfer patrocina el evento aportando su mejor piano creado hasta la fecha, el piano modelo 290 Imperial, el buque insignia de la mejor compañía productora de pianos en el planeta, Bösendorfer. Además contribuye con el sistema CEUS, el cual permite la grabación y reproducción de interpretaciones de piano, esto permite a su vez crear partituras precisas de la música interpretada.
El estudio en el que se hicieron las grabaciones fue Teldex Studio en Berlín, uno de los más famosos estudios de grabaciones de música clásica en el planeta.
Estos elementos permitieron grabar audio de la máxima calidad, contando con un pianista de clase mundial y productor ejecutivo profesional, el piano con la máxima calidad disponible y el mejor estudio de Alemania.

## Ventajas
El proyecto llama a un cambio a dos problemas comunes:
El de la dificultad de acceso a la música clásica que pertenece al dominio público que se encuentra actualmente producido en su mayoría como obras bajo derecho de autor debido a que las empresas que las interpretaron las grabaron bajo copyright.
Además de facilitar el acceso a obras clásicas musicales en alta calidad, ya que anteriormente no se encontraban muchas de estas obras bajo una licencia libre (aun cuando pertenecían al dominio público).
Open Goldberg Variations cimienta una versión libre y de calidad de la música de Bach al dominio público, haciéndola disponible para todos y para todo, incluido escuelas, universidades, músicos, personas comunes e incluso para producciones comerciales.
Este proyecto es importante porque ayuda a mantener las obras en dominio público bajo dominio público en lugar de ser secuestrado por empresas. Permitiendo así su libre descarga, difusión, copiado, regalado, distribuido o vendido sin límites, ampliando y difundiendo las raíces de la cultura humana.

## Partituras
Las partituras están disponibles en musescore, en el sitio pueden escuchar la música mientras las partituras van moviéndose y subrayando las partes reproducidas, facilitando la lectura musical, permitiendo así la interpretación musical de las personas que cuentan con un piano o teclado musical.
Las partituras pueden ser editadas y reproducidas con el programa libre y gratuito MuseScore, disponible gratuitamente para su descarga desde su sitio web (pesa 34 MB). Además se pueden descargar las partituras en formato musescore (enlace roto disponible en Internet Archive; véase el historial, la primera versión y la última). (154 kb), en formato PDF (enlace roto disponible en Internet Archive; véase el historial, la primera versión y la última)..

### Formato Braille
El proyecto cuenta además con ediciones en formato braille musical para facilitar la lectura de música a personas ciegas o con discapacidades visuales.